# 黑黄唐纳雀属
黑黄唐纳雀属（学名：Chrysothlypis）是唐纳雀科下的一个属。

## 下属物种
本属包括以下物种：
- 黑黄唐纳雀 Chrysothlypis chrysomelas (P.L.Sclater & Salvin, 1869)
- 红白唐纳雀 Chrysothlypis salmoni (P.L.Sclater, 1886)